# Gouvernorat de Chabwa
Chabwa (en arabe شبوة Šabwa) est une province du Yémen, du Sud-Est du Yémen, dont la capitale est Ataq. Elle est également le nom d'un village de ce gouvernorat, situé à 95 km au Nord d'Ataq. 
La superficie de la province est d'environ 39 000 km2 et la population d'environ 500 000 habitants.
Chabwa est l'une des régions pétrolifères les plus riches du Yémen, connue également pour ses carrières de sel gemme. Son développement récent est phénoménal.

## Histoire ancienne
La ville de Shabwah était l'ancienne capitale du royaume Hadramaout. Des traces de systèmes d'irrigation complexes, des ruines d'ouvrages hydrauliques, d'anciens remparts et de temples, sont des preuves attestées d'une occupation dès le Ve siècle av. J.-C.  et peut-être – selon certaines estimations – depuis au moins 3 500 ans.
Le site a même vraisemblablement été occupé par l'homme depuis le paléolithique ancien. Aujourd'hui, la population est majoritairement composée de nomades et de citadins sédentaires.

Shabwah
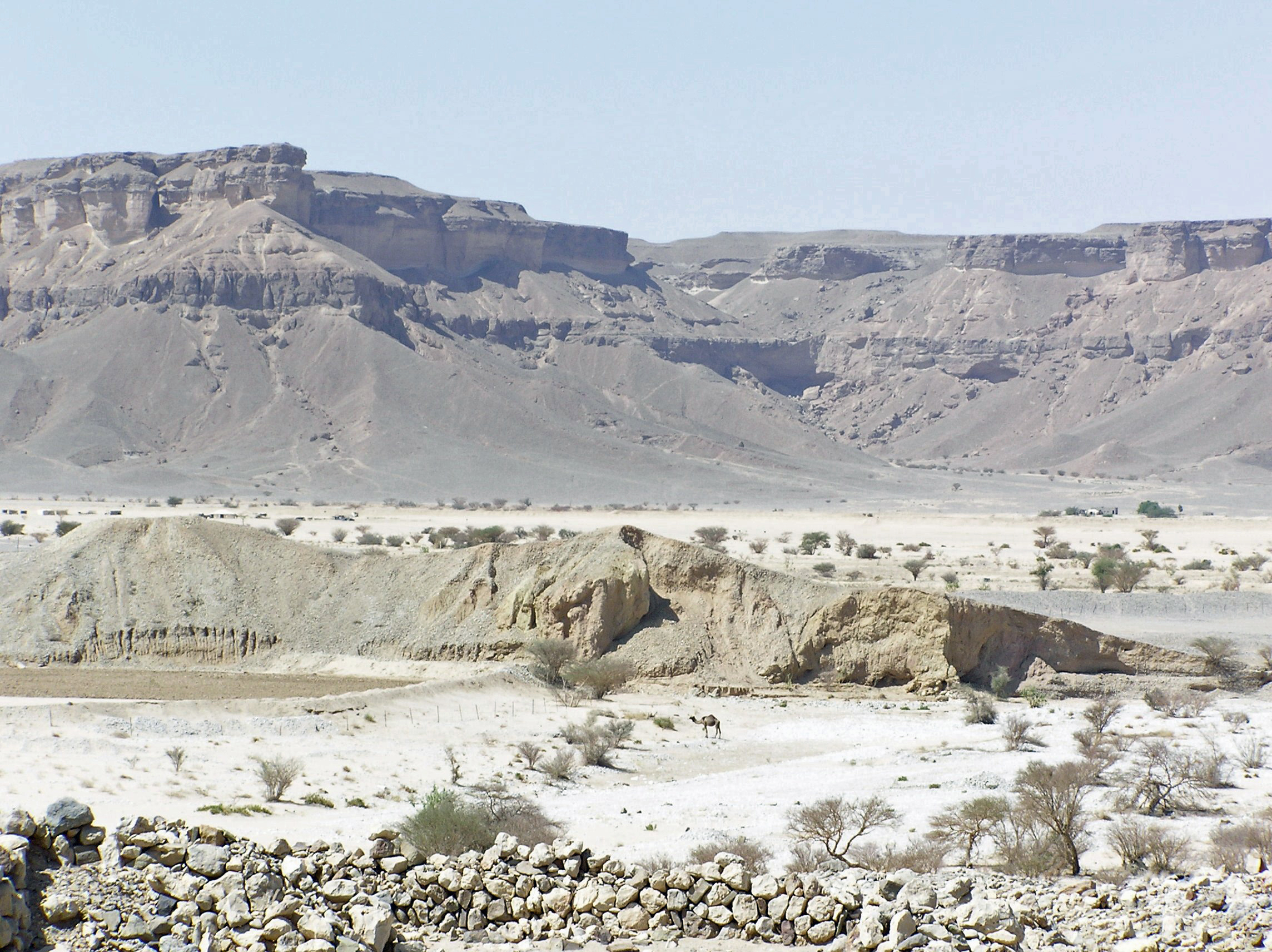
Système d'irrigation et culture
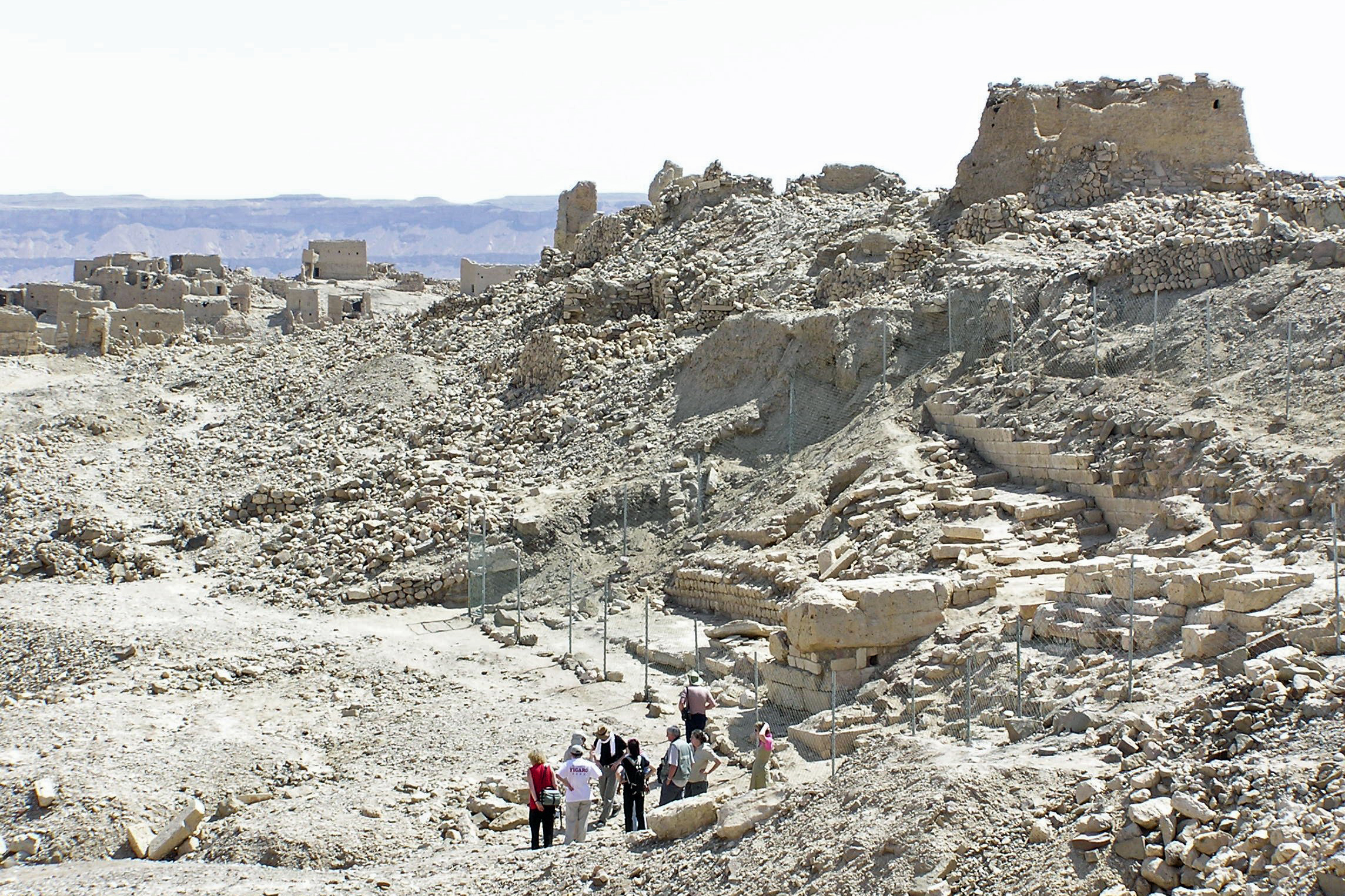
Site archéologique
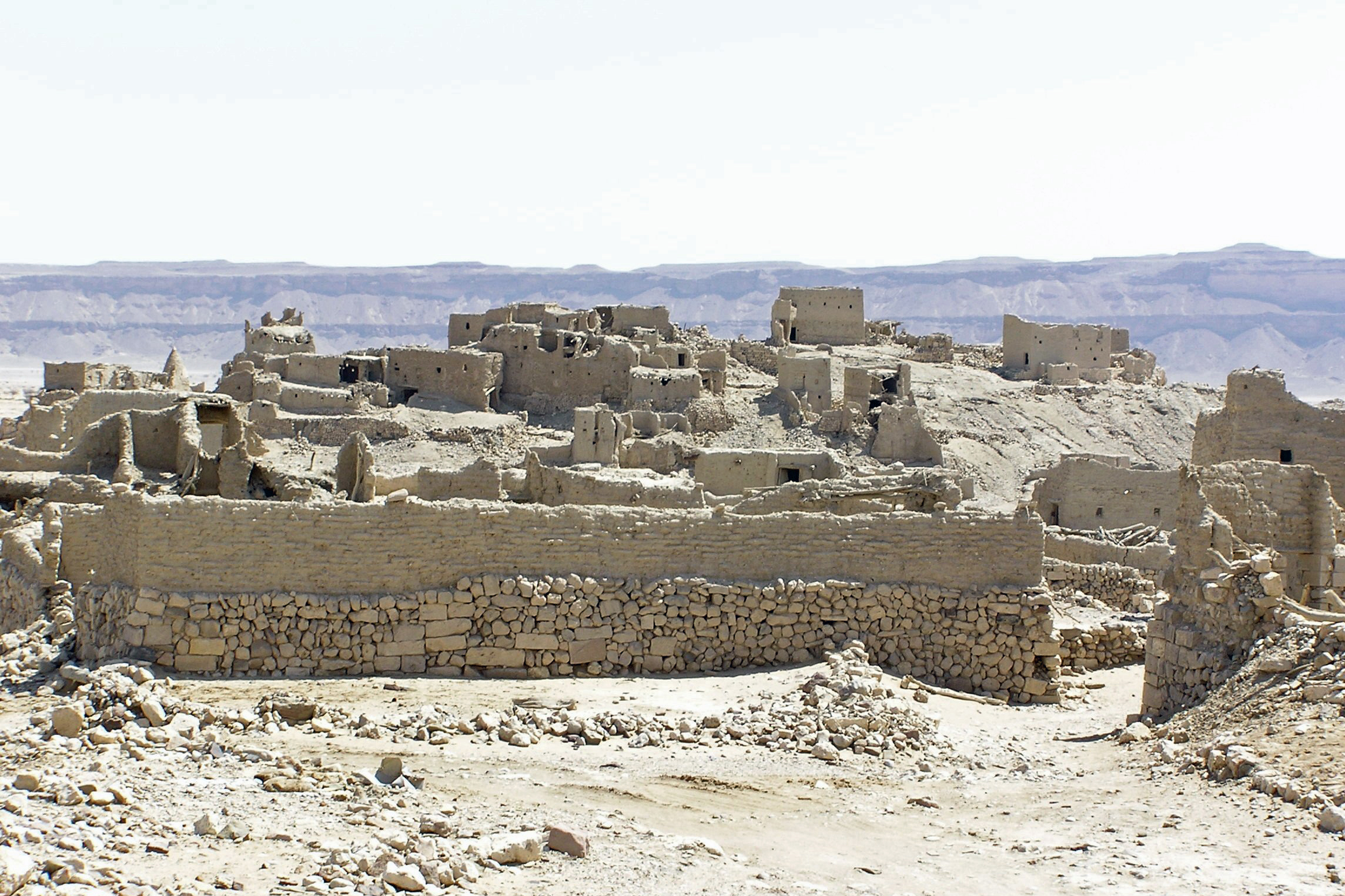
Ruines de la ville
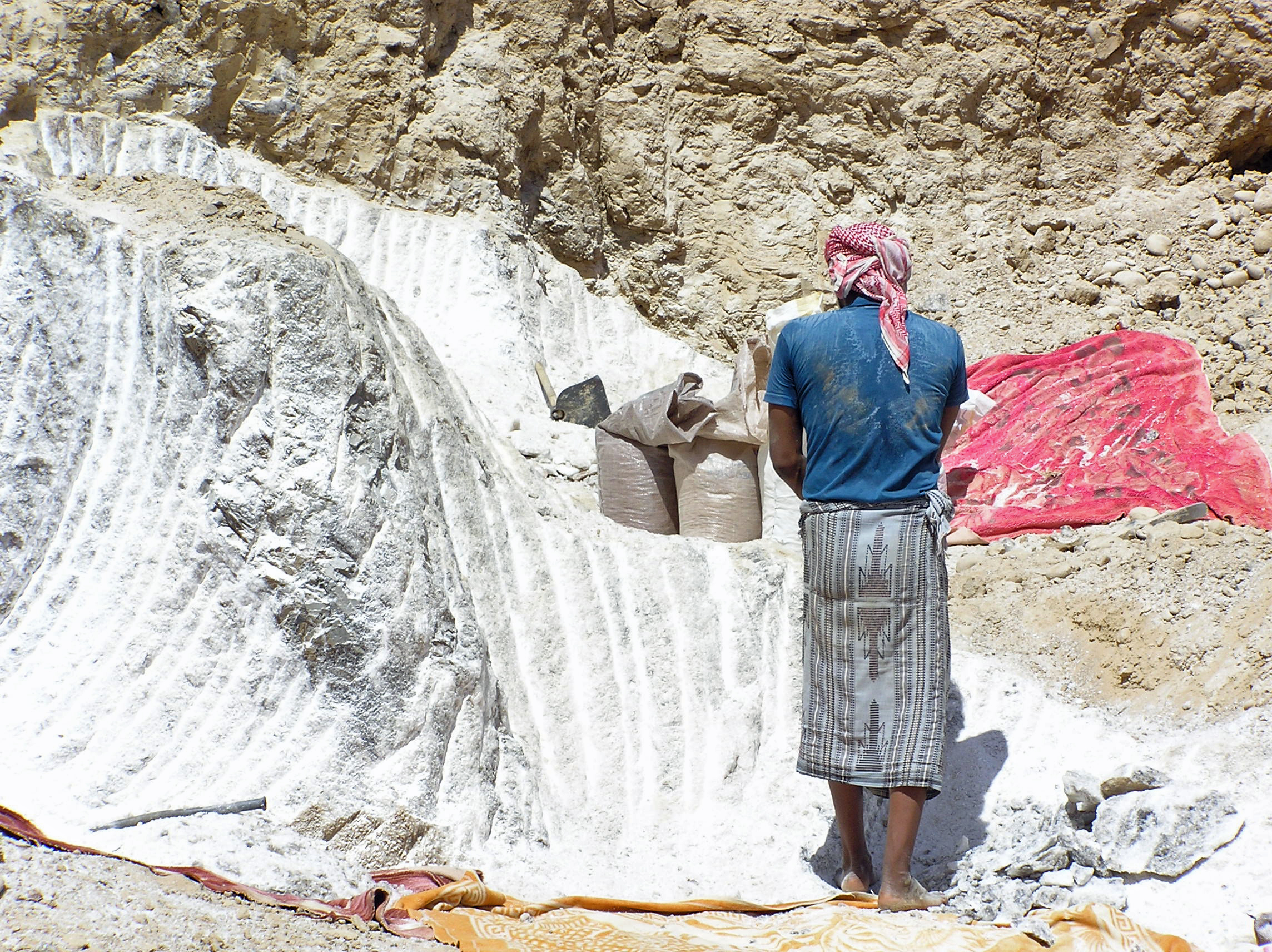
Carrière de sel

## Districts
- Ain (en)
- Al Talh (en)
- Ar Rawdah (en)
- Arma (en)
- As Said (en)
- Ataq
- Bayhan (en)
- Dhar (en)
- Habban
- Hatib (en)
- Jardan (en)
- Mayfa'a (en)
- Merkhah Al Ulya (en)
- Merkhah As Sufla (en)
- Nissab (en)
- Roudoum (en)
- Usaylan (en)